# Santa Lucia del Mela
Santa Lucia del Mela est une commune italienne de la province de Messine, dans la région Sicile.

## Géographie
La ville est à 7 km de l'autoroute Milazzo, à 35 km de Messine et à 12 km de Milazzo.

## Histoire
Les origines de la ville, ancienne Mankarru, sont incertaines. Il y a des ruines grecques situées sur la rive gauche de la rivière et deux tombeaux romains du IIe siècle av. J.-C. qui attestent de la présence dans ces établissements de sites gréco-romain.
Dans la Galerie des cartes du Vatican, le Père Ignace Daddi appelle cette ville Santa Locia. Sur les restes d'une muraille hellénique, les Byzantins ont construit un fort reconstruit par les Arabes entre 837 et 851. Sur la pente de la colline, les musulmans construisirent une mosquée convertie, forteresse au Moyen Âge. Avec l'avènement des Normans, le comte Roger, pour accomplir un vœu, après la victoire sur les Arabes, a construit une église, au pied du château qu'il a dédié à Santa Lucia. Depuis 1064, le nom antique a été effacé.
En 1206, avec la création de la prélature nullius[Quoi ?] par Frédéric II de Souabe, le site devient un lieu de loisirs et de repos.

## Économie
L'économie du pays repose sur l'agriculture, le pastoralisme et l'industrie pour petits bateaux. Saint Lucia del Mela est le lieu de production du célèbre vin Mamertino déjà connu à l'époque romaine.
Le Mamertino peut se vanter d'être un produit biologique et a été inclus parmi les vins IGT Sicilia. De grande importance est la production de miel. Les produits laitiers peuvent être trouvées aujourd'hui dans toute leur authenticité.

## Galerie de photos

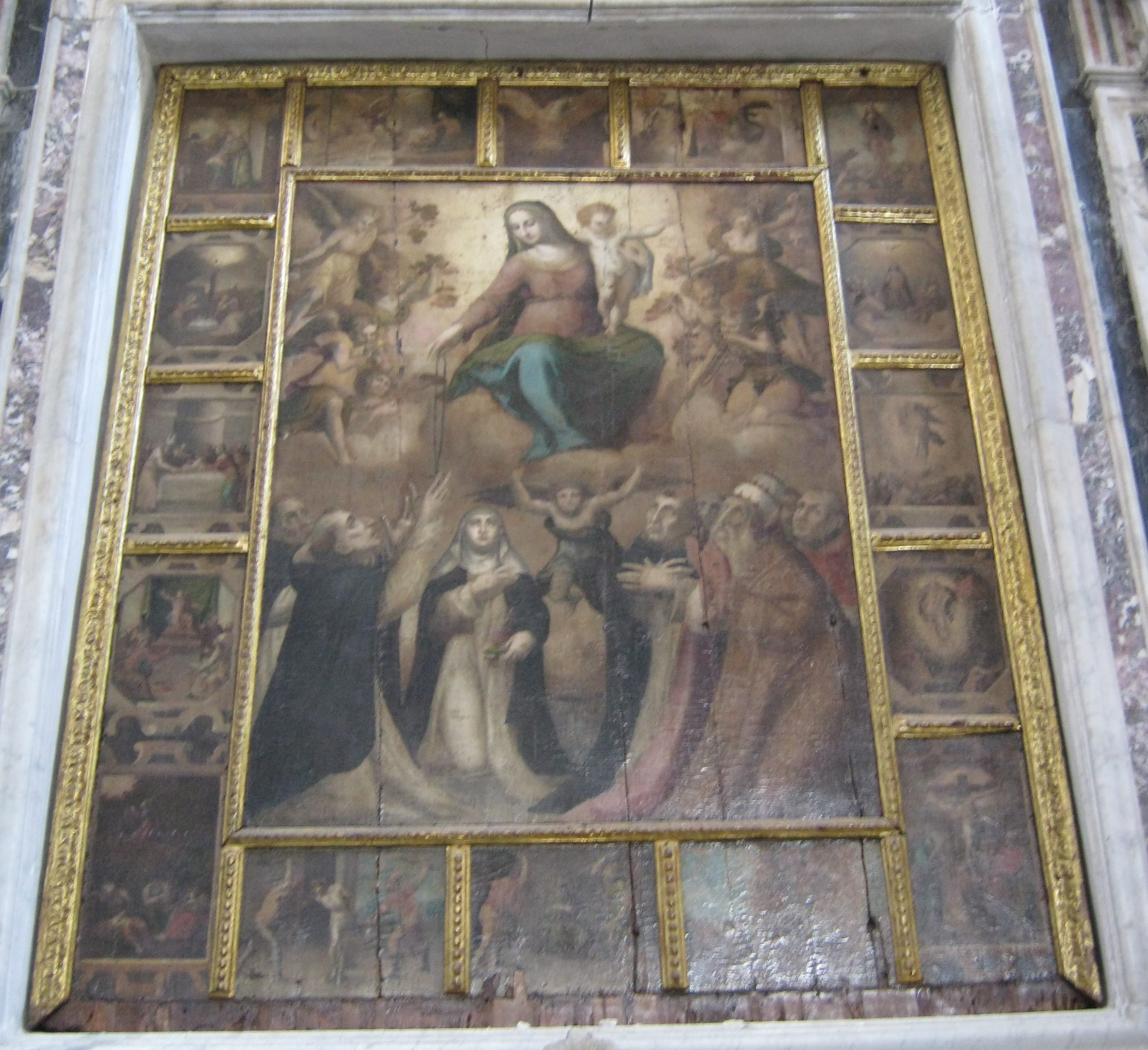
Autel de l'église du Rosaire (chiesa del Rosario).
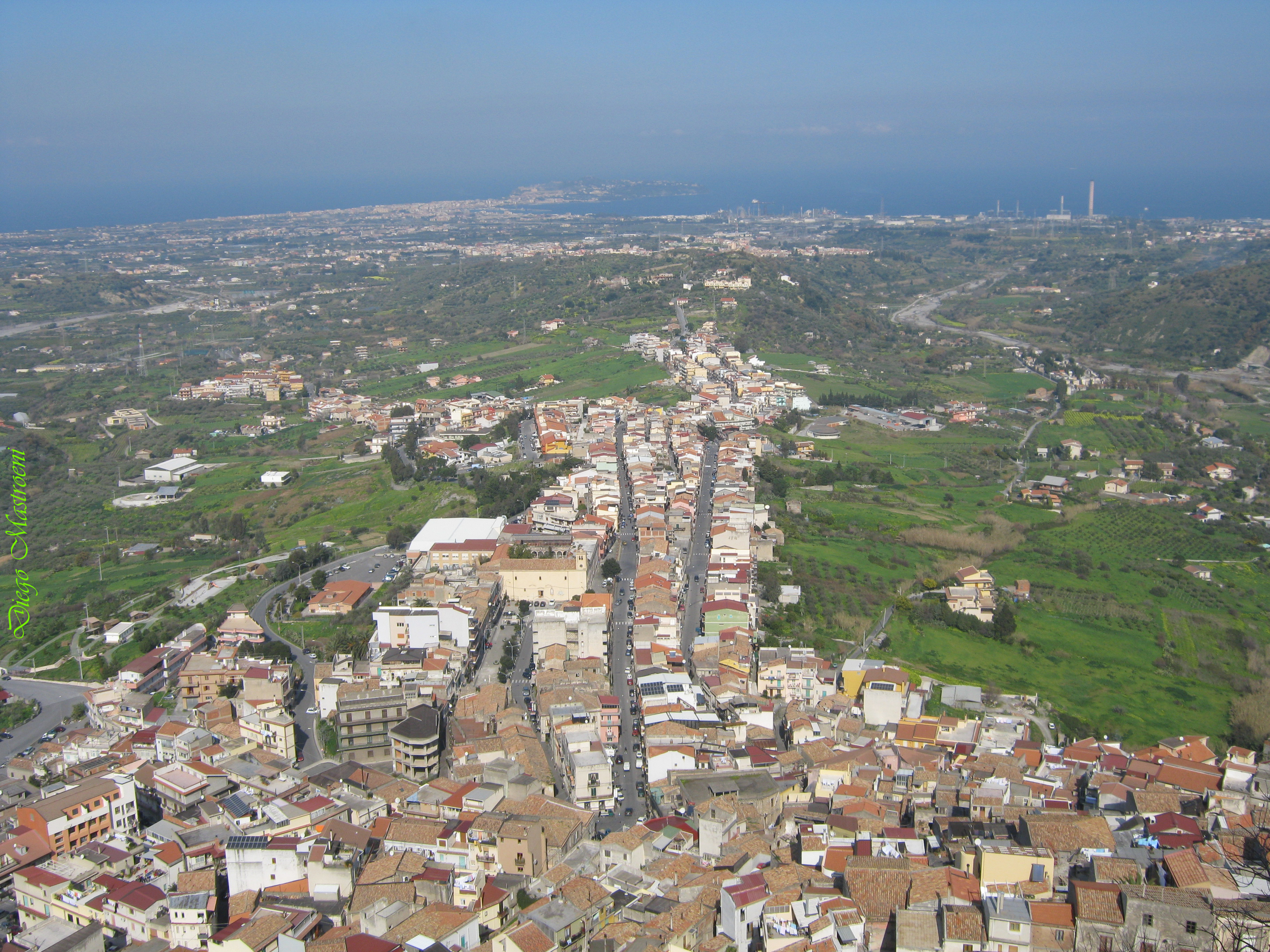
Panorama.
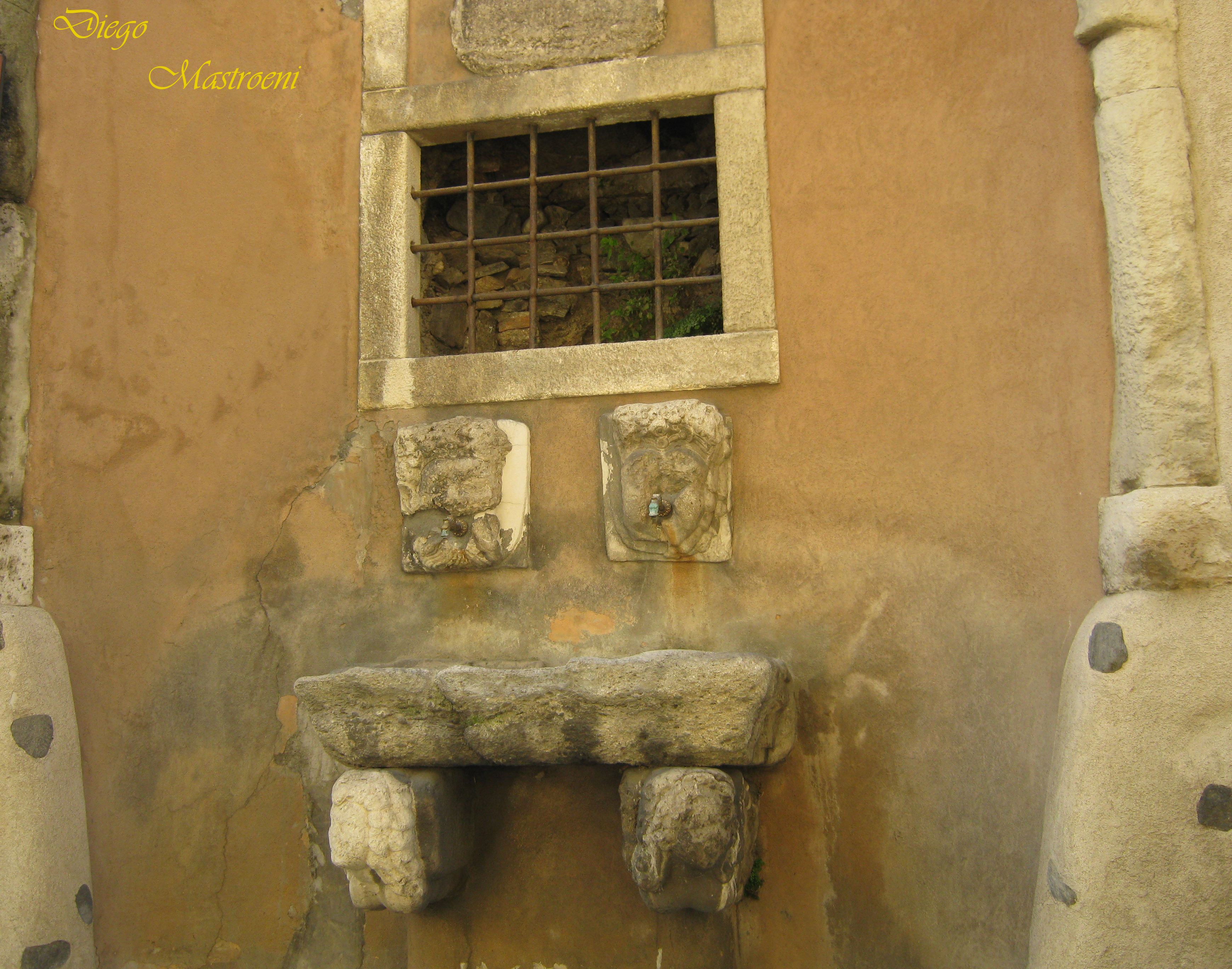
Fontaine des Anges, carré Mons.Antonio Franco.
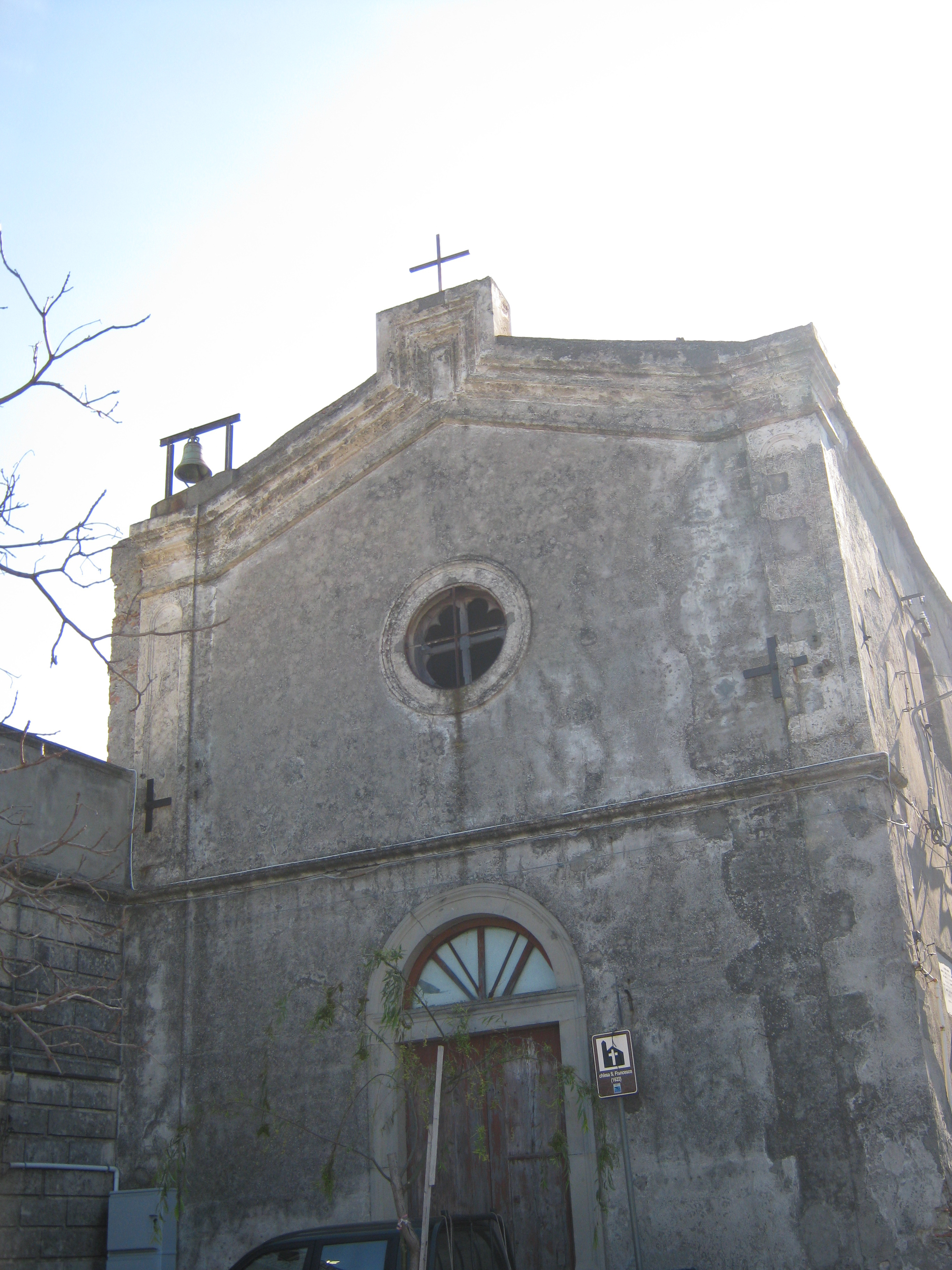
Église San Francesco.
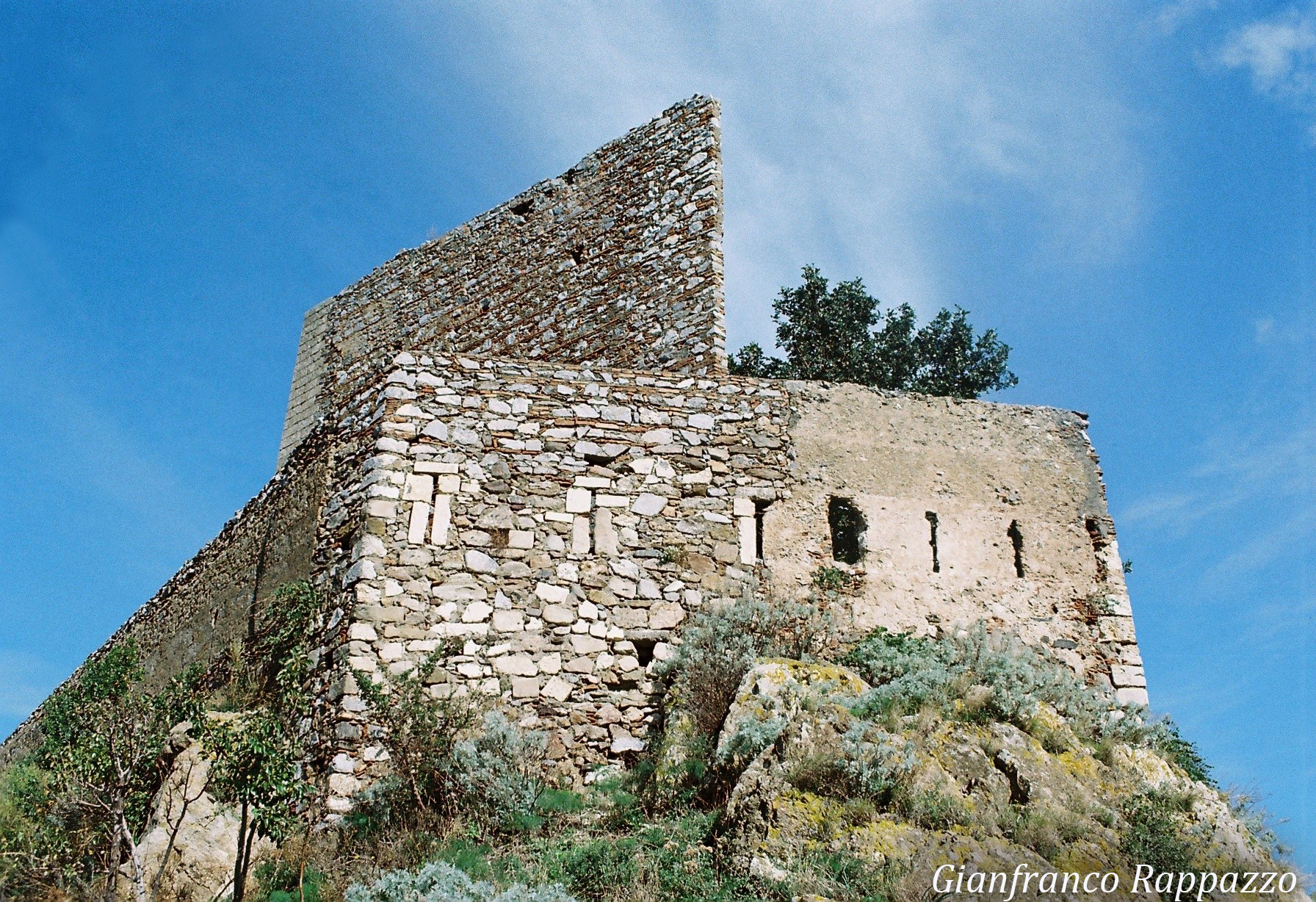
Mur avec la tour triangulaire.

## Administration
| Période                                  | Période  | Identité       | Étiquette    | Qualité               |
| ---------------------------------------- | -------- | -------------- | ------------ | --------------------- |
| 27 mai 2003                              | 2008     | Santo Pandolfo | Lista Civica |                       |
| 17 juin 2008                             | En cours | Antonino Campo | Lista Civica | Liberi e Protagonisti |
| Les données manquantes sont à compléter. |          |                |              |                       |

### Hameaux
San Giovanni (Pancaldo), Femminamorta.

### Communes limitrophes
Barcellona Pozzo di Gotto, Casalvecchio Siculo, Castroreale, Fiumedinisi, Furci Siculo, Gualtieri Sicaminò, Mandanici, Merì, Pace del Mela, Pagliara, San Filippo del Mela, San Pier Niceto.

### Évolution démographique
Habitants recensés